# Wenus z Willendorfu
Wenus z Willendorfu – mierząca 11,1 cm figurka z epoki górnego paleolitu przedstawiająca postać kobiecą. Wraz z dwiema podobnymi figurkami została znaleziona w 1908 roku podczas prac drogowych w pobliżu miejscowości Willendorf w Austrii przez robotnika Johanna Verana, zidentyfikowana i opisana przez Josepha Szombathy'ego jako pochodząca z okresu oryniackiego (od nazwy jaskini Aurignac we Francji). Wyrzeźbiona jest z kamienia kredowego niewystępującego w tej okolicy i pomalowana czerwoną ochrą. Obecnie figurki tego rodzaju klasyfikowane są przez archeologów jako tzw. wenus paleolityczna.
Zgodnie z analizą stratygrafii stanowiska dokonaną w 1990 roku, szacuje się, że figurkę wyrzeźbiono około 30 tysięcy lat temu.
Figurka Wenus z Willendorfu stanowi obecnie część zbiorów Naturhistorisches Museum w Wiedniu.

## Pochodzenie figurki
Według artykułu opublikowanego 28 lutego 2022 roku, w czasopiśmie Scientific Reports, naukowcy z Uniwersytetu Wiedeńskiego i Muzeum Historii Naturalnej w Austrii zbadali mikrostrukturę i ustalili pochodzenie figurki. Próbki porównawcze zostały zgromadzone z wielu stanowisk od Francji po Ukrainę. Ponieważ wapień oolitowy – materiał, z którego wykonana została Wenus – jest skałą osadową utworzoną przez stopniowo nagromadzone warstwy mułu i innych materiałów, możliwe jest odróżnienie pojedynczych ziarenek i kawałków, z których składa się kamień. Jeden z fragmentów muszli znalezionych w posągu pochodził od stworzenia, które żyło w okresie jurajskim. Sam kamień autorzy pracy datują na mezozoik. W przeciwieństwie do poprzednich badań Wenus, w których oglądano tylko zewnętrzną stronę dzieła, tym razem figurkę badano także za pomocą tomografii komputerowej o rozdzielczości 11.5 µm, co pozwoliło zajrzeć do wnętrza posążka bez jego uszkodzenia. Skanowanie wykazało, że Wenus w niewielkim stopniu przypomina wapienie oolitowe w pobliżu Willendorfu, ale jest prawie identyczna z tymi z jeziora Garda we Włoszech, po drugiej stronie Alp i Dunaju, w odległości ponad 563 km od Willendorfu. Mniej prawdopodobne miejsce pochodzenia znajduje się na Ukrainie, ponad 1600 km na wschód od Willendorfu. Główny autor badań, Gerhard Weber, spekulował, że kamień mógł się przemieścić podczas ludzkich migracji, które najczęściej odbywały się wzdłuż rzek z powodu zmian klimatu lub wahań dostępności zwierzyny. Jak twierdzą twórcy badania, zmienia ono nasze spojrzenie na wędrówki ludzi prehistorycznych i może wskazywać na znaczną mobilność ludzi kultury graweckiej.

## Kanon piękna
Twarz figurki jest pokazana tylko schematycznie. Głowę pokrywają intensywnie kręcone włosy. Najbardziej uwydatnione są piersi, brzuch i uda. Masa ciała najpulchniejszych kobiet symbolizowanych przez figurki szacowana jest na 85 do 105 kg, co przy wzroście 155 cm daje wynik BMI w granicach 35 do 44 kg/m2.
Badania antropogeniczne ponad 300 obecnych społeczeństw tradycyjnych (przedindustrialnych) potwierdzają domysły badaczy; 4/5 badanych społeczeństw uznaje pulchne kobiety za kanon piękna, 90% spośród nich szczególnym uznaniem darzy otłuszczenie bioder i nóg u kobiet.
Darzenie uwielbieniem przez tysiące lat kobiet obecnie uznawanych za otyłe ma wiele hipotez, najczęściej powtarza się, iż wynikało to m.in. z trudnych warunków bytowania, permanentnych niedoborów żywieniowych, powszechności chorób i śmierci wynikających z ich następstwa, ciągłego widma głodu, a także nierówności społecznych. Zaokrąglona sylwetka świadczyła o zamożności, wysokiej pozycji społecznej, płodności, była kanonem piękna przez tysiąclecia.